# 中国人民解放军火箭军三〇八工程指挥部
中国人民解放军火箭军三〇八工程指挥部，位于陕西省汉中市，是中国人民解放军火箭军的一支工程部队。

## 简介
中国人民解放军火箭军三〇八工程指挥部原为中国人民解放军第二炮兵三〇八工程指挥部，是第二炮兵的专业施工部门。
1960年2月20日，中央军委决定自沈阳军区调1个守备师给中国人民解放军工程兵承担特种工程施工任务。 李冠智任师长、马兆昆任政委。1961年6月20日授予番号“工程兵建筑第五十三师”。1965年4月24日，中国人民解放军副总参谋长李天佑、总政治部副主任梁必业在北京召集三总部、海军、炮兵、工程兵有关负责人开会，该师师长王辉到会。会上传达：1965年5月以工程兵建筑五十三师师部为基础，抽调工程兵及广州军区部分干部组成援越工程二支队，二支队指挥部主任曾旭清（工程兵副参谋长），政委李良汉（工程兵部政治部主任），副主任兼参谋长王辉（二炮通化基地副司令员兼建筑五十三师师长），副主任朱玉山、李魁三，副政委马兆昆，政治部主任王乃力，后勤部长董君玉。1965年6月9日，二支队各大队分三路（友谊关、东兴、北海船运）进军越南。1965年9月19日，首次防空作战。1966年9月底，提前完成越南东北岛屿及沿海要地设防工程、海底通信电缆工程、通信线路工程。1966年10月2日，在越南国防部举行交接签字仪式。1966年9月底至10月初，分批回中国。1966年在湖南休整两个月。1982年10月，自重庆迁回汉中，五十三师部及部分直属部队改编成中国人民解放军第二炮兵三〇八工程指挥部（中国人民解放军96501部队）。
三〇八工程指挥部被誉为“国家抢险救灾主力军”。2010年8月12日，接到甘肃省人民政府请求支援黄渚灾区的命令后，迅速组织驻甘肃、陕西部队的691名官兵、166台车辆装备，挺进黄渚灾区执行抢险救灾任务，包括抢通被山洪毁坏的公路，解救被困群众，疏通清理受灾地区，恢复灾区通信，开设医疗服务站、心理咨询站、车辆抢修站，并义务进村入户巡诊。
2015年12月，在深化国防和军队改革中，中国人民解放军第二炮兵升格为中国人民解放军火箭军，该部改称中国人民解放军火箭军三〇八工程指挥部。

## 历任领导
| 中国人民解放军火箭军三〇八工程指挥部主任 - 吴相贤（？—？） - 李仁（？—？） - 王治民（？—？） - 张学义（2001年9月—？） | 中国人民解放军火箭军三〇八工程指挥部政治委员 - 陈廷侠（？—？） - 张春发（？—？） - 郭俊波（？—？） - 郝道海（？—？） |